# Eumenes parisii
Eumenes parisii är en stekelart som beskrevs av Giordani Soika 1939. Eumenes parisii ingår i släktet krukmakargetingar, och familjen Eumenidae. Inga underarter finns listade i Catalogue of Life.